# 樂高我的世界
樂高Minecraft（英語：Lego Minecraft）是一個取材自我的世界的樂高系列，其目的為讓一些我的世界玩家購買此系列，也讓大家認知我的世界這個遊戲。樂高版我的世界銷售量非常可觀，2015年的樂高版我的世界多了一些新的角色，例如：殭屍化豬布林、烈焰使者等。

## 系列產品
樂高minecraft現在已經有多達十幾種的產品，每樣都令人大開眼界，以下就是2013年、2014年跟2015年的新產品。

### 2013年

#### 編號清單項目
- 21105：村莊（the village）
- 21106：九泉（the nether）
- 21107：終界（the end）
- 21102：森林（the forest）

### 2014年

#### 編號清單項目
- 21113：山洞（the cave）
- 21114：農場（the farm）